# Каштан посевной
Кашта́н посевно́й (лат. Castánea satíva) — дерево, вид рода Каштан семейства Буковые (Fagaceae). Происходит из юго-восточной Европы и Малой Азии. В русскоязычной литературе встречаются и другие наименования этого вида: Каштан съедобный, Каштан настоящий и Каштан благородный.

## Ботаническое описание

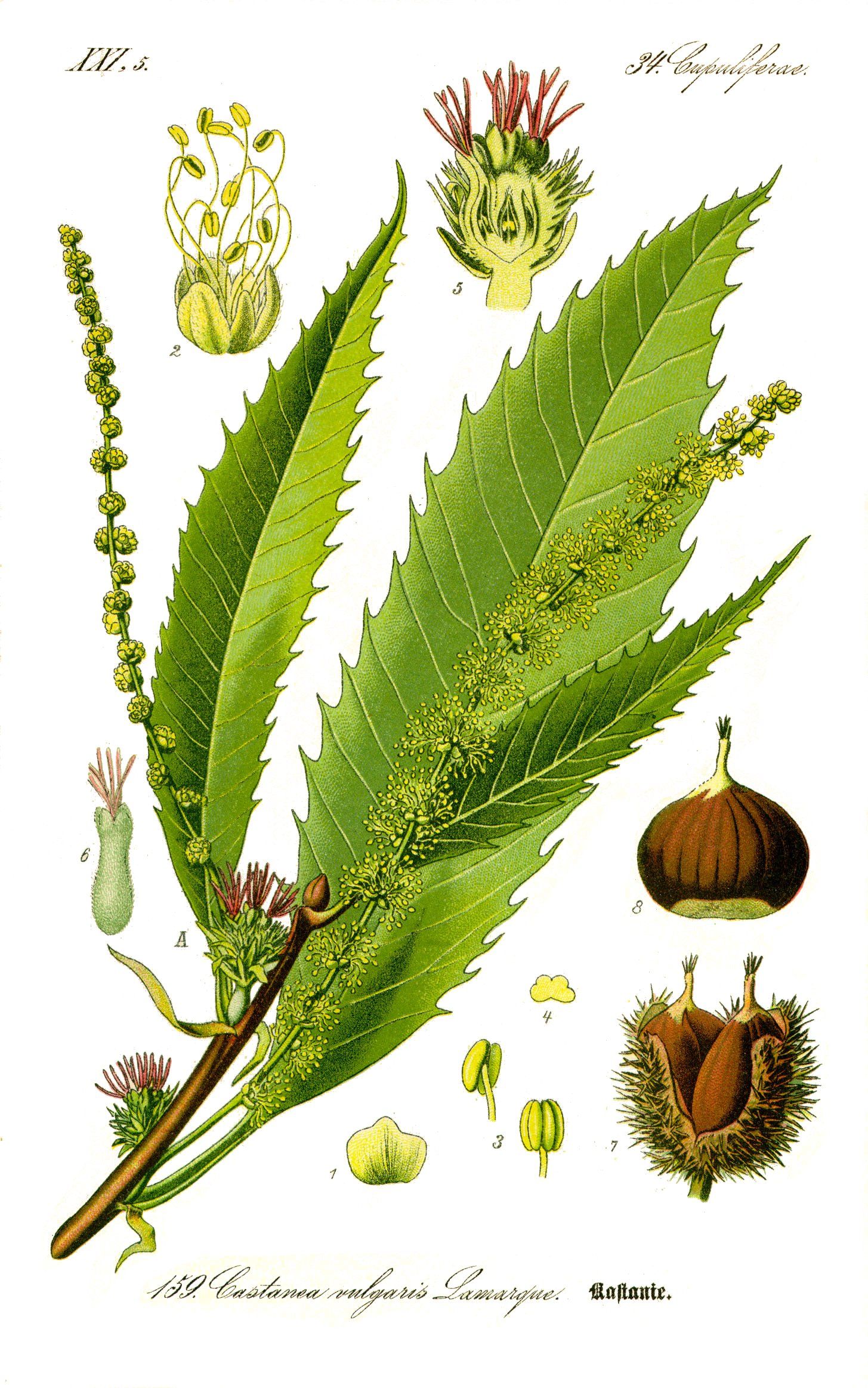

Большое или средних размеров листопадное дерево: в лесу — со стройным стволом до 35 м высотой и до 1 м в диаметре, при одиночном произрастании — более низкое (до 25 м), с раскидистой кроной и толстым (до 2 м в диаметре) стволом.
Корневая система мощно развитая, глубокая и широко разветвлённая, дерево ветроустойчиво.
Кора тёмно-бурая, продольно-трещиноватая.
Листья ланцетовидные или продолговатые, зазубренные по краям, 10—28 см длиной и 5—9 см шириной (на пнёвой поросли могут достигать длины 70 см и ширины 10 см), по краю пильчато-зубчатые, сверху голые или слабоопушённые, кожистые, снизу звёздчато-волосистые. Листья распускаются в апреле—мае.
Цветки с пяти- или восьмичленным околоцветником, собраны группами (по три цветка и более), расположенными на общей оси, в колосовидные соцветия. Цветки соцветия 10—35 см длиной и до 1 см в диаметре. В основании соцветия размещены женские цветки, выше — мужские. Многие соцветия состоят только из мужских цветков. В мужских цветках, кроме околоцветника, шесть тычинок, в женских — завязь с шестью—девятью столбиками, заканчивающимися длинными красноватыми рыльцами. Цветение в июне—июле. Опыляется пчёлами и другими насекомыми, но возможно и опыление ветром. Мужские и женские цветки на одном дереве раскрываются неодновременно, что обеспечивает перекрёстное опыление.
Плоды — орехи массой 17—20 г с кожистым околоплодником, заключённые по три (реже по одному—семь) в шаровидную колючую плюску, при созревании раскрывающуюся на четыре сегмента. Плоды созревают и выпадают из раскрывшейся плюски в октябре—ноябре. Пчёлы при условии интенсивного опыления повышают урожайность плодов до двух раз, что необходимо учитывать при создании промышленных плантаций с целью получения плодов в большом количестве и лучшего качества.

## Распространение и экология
На Кавказе, преимущественно в Западном Закавказье, образует густые леса на затенённых склонах гор с кислыми бурыми суглинистыми почвами на высоте от 300 до 1200 м над уровнем моря. На высоте более 1000 м часто растёт с пихтой, ниже примешивается к буковым и грабовым лесам.
Общая площадь каштановых лесов в СССР составляла более 50 тысяч га; примерно на такой же площади каштан встречался в виде примеси в лесах из других пород.
Размножается семенами. Плоды имеют хорошую всхожесть. Сеянцы довольно теневыносливы.
Произрастает во влажном и тёплом субтропическом климате, где выпадает не менее 1000 мм осадков в год. Почвы требуются глубоко плодородные, рыхлые, свежие и влажные, хорошо дренированные, богатые перегноем, калием и фосфором, с кислотностью pH 4,5—6,5. Кавказские бурые горно-лесные почвы для каштана идеальны.
Растёт относительно быстро. По параметру скорости произрастания каштан съедобный среди твердолиственных пород, произрастающих на территории Северного Кавказа, относится к быстрорастущим породам, превосходя в этом отношении граб, дуб, орех грецкий. В питомниках и лесных культурах Северного Кавказа каштан, выращенный из семян, в 1-летнем возрасте имеет высоту 20—40 см, в 3-летнем возрасте его высота достигает 135 см, а диаметр стволика составляет 4,9 см, в 20 лет, соответственно, 15,6—20,7 м и 20,1—23,0 см и, наконец, в 29 лет — 23 м и 33 см. Особенно хороший рост наблюдается в смеси с грецким орехом.
Легко возобновляется порослью от пня. Способность сохраняется в течение всей жизни. Поросль уже в 1-летнем возрасте достигает высоты 2 м, а в 20-летнем порослевые деревья имеют высоту 18—19 м и диаметр ствола 20 см и более.
Известны 1000-летние деревья каштана.
Переходит в фазу плодоношения с 3—5 летнего возраста, однако в массовом количестве начинает плодоносить с 15 лет, в насаждении плодоносит с 20—25 лет. Плодоносит ежегодно до глубокой старости, обильные семенные годы чередуются обычно через 5—6 лет. В лесу плодоносят только господствующие в древостое стволы, причём и на них плоды сосредоточены только в верхней трети кроны. При свободном стоянии у дерева плодоносит вся периферия кроны. Одно дерево в насаждении может дать от 10 до 50 кг плодов, а на свободе до 300 кг. С помощью рубок ухода можно поднять плодоношение каштановых лесов в 2—3 раза. В урожайные годы 1 га даёт до 5 тонн плодов.

## Химический состав
В плодах каштанах почти 6 % белка, до 60 % крахмала, около 15 % сахаров, более 2 % жира, мало клетчатки.
| Составляющее              | Единица | Свежиe  | Сушёныe |
| ------------------------- | ------- | ------- | ------- |
| Вода                      | г       | 50-63   | 11      |
| Крахмал                   | г       | 23-27   | 41,7    |
| Сахар (особенно сахароза) | г       | 3,6-5,8 | 16,1    |
| Пищевые волокна           | г       | 8,2-8,4 | 13,8    |
| Белки                     | г       | 2,5-5,7 | 6,0     |
| Жиры                      | г       | 1,0-2,2 | 3,4     |
| Витамин А                 | мг      | 12      | к. А    |
| Витамин В1                | мг      | 0,1-0,2 | 0,2     |
| Витамин В2                | мг      | 0,2-0,3 | 0,4     |
| Витамин С                 | мг      | 6-23    | к. А    |
| Ниацин                    | мг      | 1,1     | 2,1     |
| Калий                     | мг      | 395-707 | 738     |
| Фосфор                    | мг      | 70      | 131     |
| Магний                    | мг      | 31-65   | к. А    |
| Сера                      | мг      | 48      | 126     |
| Кальций                   | мг      | 18-38   | 56      |
| **Калории**               | ккал    | 125-174 | 286     |

В незрелых плодах много витамина С и В, яблочной и лимонной кислоты. В ядре плодов содержится большое количество микроэлементов — K, Na, Ca, Mg, Fe и так далее, а также 14 аминокислот, из которых 8 важнейших — такие, как лизин, гистидин, аргинин и другие.
Почти все органы содержат танины (древесина — 8—18 %, кора — 10, плюски — 8—20, свежеопавшие листья — 12, опавшие соцветия — 13 %).
| Что анализировалось | Воды в % | От абсолютно сухого вещества в % | От абсолютно сухого вещества в % | От абсолютно сухого вещества в % | От абсолютно сухого вещества в % | От абсолютно сухого вещества в % |
| Что анализировалось | Воды в % | Золы                             | Протеина                         | Жира                             | Клетчатки                        | БЭВ                              |
| ------------------- | -------- | -------------------------------- | -------------------------------- | -------------------------------- | -------------------------------- | -------------------------------- |
| Неочищенные плоды   | 39,8     | 3,5                              | 6,3                              | 4,1                              | 13,5                             | 72,6                             |
| Очищенные свежие    | 41,0     | 2,7                              | 11,6                             | 7,8                              | 3,0                              | 74,9                             |
| Очищенные сушеные   | 7,2      | 2,9                              | 11,6                             | 7,8                              | 3,0                              | 74,7                             |

## Значение и использование

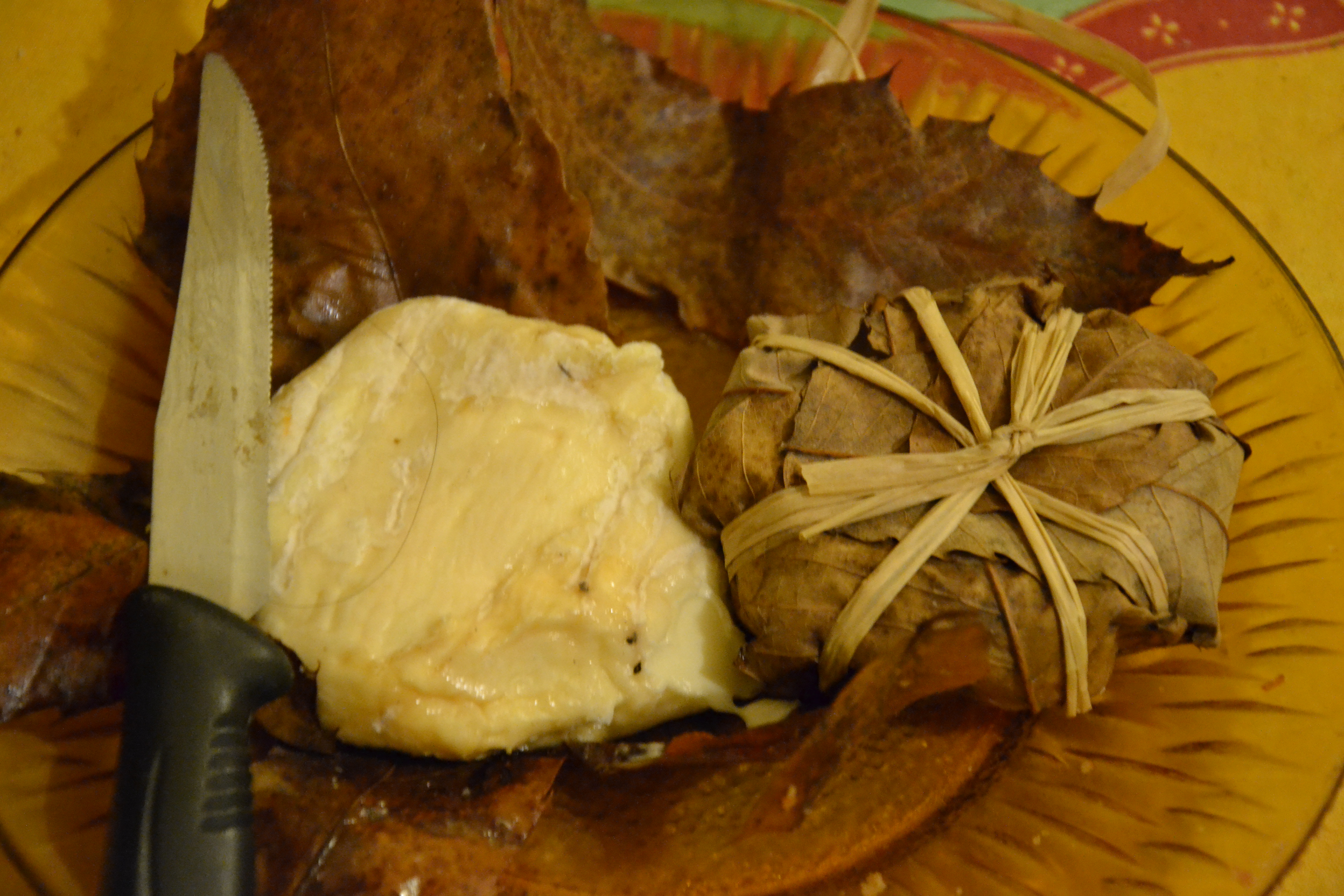
Во Франции традиционно в листья каштана заворачивают головки сыра банон. Листья отдают сыру танины и эфирные масла, которые сохраняют влажность сыра и развивают его вкус и аромат

Орех каштана очень питателен. На Корсике он является важным продуктом питания. Из него делают муку, употребляют в пищу сырым, печёным и варёным, его сушат, коптят, готовят различные блюда, используют при приготовлении тортов, пирожных, мороженого, конфет и других кондитерских изделий. Сухие орехи используют как заменитель кофе.
Урожайность одного взрослого каштанового дерева в среднем 100—200 кг. Средний урожай плодов в каштановом лесу — до 1 т/га (сухих 400 кг/га). Плоды на разных деревьях различаются по весу, форме, вкусу, химическому составу. Подсчитано, что из каштанников Кавказа можно ежегодно получать 40—50 тысяч плодов, из которых на долю Краснодарского края приходится около 19 тысяч тонн. Однако в лесах собираются не более 15—20 % от возможного урожая. Остальную же массу растаскивают грызуны, дикие животные, домашние свиньи и браконьеры.
В России он растёт на Черноморском побережье Кавказа от Джубги до Сочи, особенно его много в Туапсинском районе. По преданию, его завезли на Кавказ древние греки, которые основали множество колоний на Черноморском побережье. Каштан за тысячу лет одичал и вошёл в местную экосистему. Многие животные, растения и грибы основали симбиозы с каштаном.
Каштан даёт ценную древесину, красивую, крепкую, лёгкую и долговечную. Она практически не гниёт, что в условиях субтропического климата особенно ценится. Объём древесины, годной для изготовления досок, равен 4—6 м³ с одного дерева. В лучших насаждениях запас древесины достигает 400—600 м³/га. Благодаря высокому содержанию танинов стволы каштана отличаются долговечностью и высоко ценятся как строительный материал. Древесина находит разнообразное применение в столярном деле, из неё делают бочки для самых дорогих вин. Прежде, молодые стволы и толстые ветви использовали как опоры для винограда (тычины), а стволы взрослых деревьев шли на телеграфные столбы, в настоящее время заготовка древесины запрещена.
Плоды — излюбленный корм для домашних свиней и кабанов. Молодые побеги являются ценным кормом для дичи. Рекомендуется давать скоту в толчёном и слегка подсоленном виде — в этом случае животные поедают их охотнее. Овцам и крупно рогатому скоту можно давать в небольшом количестве. 

Продажа жареных каштанов на улице Цюриха

Может служить сырьём для производства дубильных экстрактов. С этой целью используют отходы древесины и кору, реже плюски, хотя опад листьев составляет около 2000 кг/га, соцветий — 400, плюсок — 800 кг/га.
Каштановые леса имеют важное водоохранное и противоэрозионное значение.
Листья, богатые витамином К и танинами, применяют в народной медицине при внутренних кровотечениях.
В прежние годы кору и плюски употребляли в качестве красителя.

### В пчеловодстве
Медоносные пчёлы берут с цветков каштана посевного много нектара (с женских цветков) и пыльцы (с мужских), мёд жидкий, иногда с горьким вкусом, который убирается слабым подогреванием в открытой посуде. Ранее каштановый мёд, в силу своих вкусовых особенностей, ценился невысоко, в настоящее время каштановый мёд относительно дорог и пользуется значительным спросом у покупателей. Потенциальная продуктивность мёда старовозрастных насаждений в условиях Краснодарского края может составить 400—500 кг/га. Мёд пригоден для зимовки пчёл.
Площадь оптимального участка в условиях Черноморского побережья Кавказа для пасеки в 100 семей составляет около 160 гектар. В целях более полного использования взятка на период медосбора в каштановых лесах можно размещать крупные пасеки на расстоянии 1,5—2 км друг от друга.
|                                               |  |  |
| Форма кроны. Поперечный спил. Продольный спил |  |  |

| |  |  |
| Плоды каштана готовят на жаровне, Сумаррага, Страна Басков; традиционные мебель и корзинка из каштана, Франция |  |  |

## Ботаническая классификация

### Синонимы
По данным The Plant List на 2013 год, в синонимику вида входят:
- Castanea castanea (L.) H.Karst., nom. inval.
- Castanea prolifera (K.Koch) Hickel
- Castanea vesca Gaertn.
- Castanea vulgaris Lam., nom. illeg.
- Fagus castanea L.
- Fagus procera Salisb., nom. illeg.